# Yohani
 (août 2023).
Si vous disposez d'ouvrages ou d'articles de référence ou si vous connaissez des sites web de qualité traitant du thème abordé ici, merci de compléter l'article en donnant les références utiles à sa vérifiabilité et en les liant à la section « Notes et références ».
 (juillet 2023).
La mise en forme du texte ne suit pas les recommandations de Wikipédia : il faut le « wikifier ».
Les points d'amélioration suivants sont les cas les plus fréquents. Le détail des points à revoir est peut-être précisé sur la page de discussion.
- Les titres sont pré-formatés par le logiciel. Ils ne sont ni en capitales, ni en gras.
- Le texte ne doit pas être écrit en capitales (les noms de famille non plus), ni en gras, ni en italique, ni en « petit »…
- Le gras n'est utilisé que pour surligner le titre de l'article dans l'introduction, une seule fois.
- L'italique est rarement utilisé : mots en langue étrangère, titres d'œuvres, noms de bateaux, etc.
- Les citations ne sont pas en italique mais en corps de texte normal. Elles sont entourées par des guillemets français : « et ».
- Les listes à puces sont à éviter, des paragraphes rédigés étant largement préférés. Les tableaux sont à réserver à la présentation de données structurées (résultats, etc.).
- Les appels de note de bas de page (petits chiffres en exposant, introduits par l'outil «  Source ») sont à placer entre la fin de phrase et le point final[comme ça].
- Les liens internes (vers d'autres articles de Wikipédia) sont à choisir avec parcimonie. Créez des liens vers des articles approfondissant le sujet. Les termes génériques sans rapport avec le sujet sont à éviter, ainsi que les répétitions de liens vers un même terme.
- Les liens externes sont à placer uniquement dans une section « Liens externes », à la fin de l'article. Ces liens sont à choisir avec parcimonie suivant les règles définies. Si un lien sert de source à l'article, son insertion dans le texte est à faire par les notes de bas de page.
- La présentation des références doit suivre les conventions bibliographiques. Il est recommandé d'utiliser les modèles {{Ouvrage}}, {{Chapitre}}, {{Article}}, {{Lien web}} et/ou {{Bibliographie}}. Le mode d'édition visuel peut mettre en forme automatiquement les références.
- Insérer une infobox (cadre d'informations à droite) n'est pas obligatoire pour parachever la mise en page.

Pour une aide détaillée, merci de consulter Aide:Wikification.
Si vous pensez que ces points ont été résolus, vous pouvez retirer ce bandeau et améliorer la mise en forme d'un autre article.
 (août 2023).
Yohani est une auteure-compositrice-interprète, rappeuse et productrice de disques née le 30 juillet 1993,. Elle a commencé sa carrière musicale en tant que YouTubeuse.

## Biographie
Yohani né le 30 juillet 1993 à Colombo, Sri Lanka. Elle est la fille d'un ancien officier de l'armée , le général de division Prasanna de Silva[réf. nécessaire].

## Carrière
La carrière de Yohani a occupé le devant de la scène à son retour au Sri Lanka en mars 2019. Elle a rejoint Pettah Effect, une maison de disques cofondée par Dilanjan, et avait beaucoup de jeunes talents à la tête du spectacle.

## Discographie

### Chansons hors film
| Année | Chanson                                    | Compositeur(s)              | Chanteur                            | Écrivains)                             | Réf.  |
| ----- | ------------------------------------------ | --------------------------- | ----------------------------------- | -------------------------------------- | ----- |
| 2020  | "Joyeux Noël bébé"                         | Yohani                      | Yohani                              | Dilanjan Seneviratne                   | [ 4 ] |
| 2020  | "Oui"                                      | Yohani                      | Yohani                              | Dilanjan Seneviratne                   |       |
| 2020  | « Rawwath Dasin »                          | Chanuka Mora                | Yohani                              | Chanuka Mora                           |       |
| 2020  | « Sita Dawuna »                            | Chamath Sangeeth            | Yohani                              | Dulan ARX, Hiyum, Dilanjan Seneviratne |       |
| 2020  | "Dimanche froid"                           | Yohani                      | Yohani                              | Yohani                                 |       |
| 2021  | "Haal Massa (Viyole Viyole)"               | Yohani                      | Yohani                              | Rajiv Sébastien                        |       |
| 2021  | " Manike Mage Hithe " (Chanson de reprise) | Chamath Sangeeth            | Yohani, Satheeshan                  | Dulan ARX                              | [ 5 ] |
| 2021  | "Awidan Yanawa"                            | Shenal Maddumage            | Yohani, Funky Dirt                  | Murshad Huvaïs                         |       |
| 2021  | "Ithin Adare"                              | Yohani, Harinie Weerasinghe | Yohani                              | Dilanjan Seneviratne                   |       |
| 2021  | "Passer à autre chose"                     | Yohani                      | Yohani                              | Dilanjan Seneviratne                   |       |
| 2021  | " Unmaada Prema Geeya "                    | Chamitha Cooray             | BnS, Yohani et Kaizer Kaiz          | Nilar N Cassim                         |       |
| 2022  | "Cavalier Combattant"                      | K2                          | ADK et Yohani                       | ADK                                    |       |
| 2022  | "Gajaman Nona" (ගජමන් නෝනා)                   | Yohani                      | Yohani, Tehan Perera                | Ansaf Ameer                            |       |
| 2022  | "Alors Sri-Lanka"                          | Yohani                      | Yohani                              | Dilanjan Seneviratne                   |       |
| 2022  | "Dimanche froid"                           | Yohani                      | Yohani                              | Yohani                                 |       |
| 2022  | "Tu Saamne Aaye"                           | Rocky - Jubin               | Jubin Nautiyal & Yohani             | Rocky Khana                            |       |
| 2023  | "Chaudary"                                 | Amit Trivédi                | Yohani, Jubin Nautiyal et Mame Khan | Shellée                                |       |
| 2023  | "Méduse"                                   |                             | Yohani et Warunaah                  |                                        |       |

### Chansons de films
| Année | Film              | Chanson                            | Co-chanteur(s)                            | Écrivains)                           | Compositeur(s)   |
| ----- | ----------------- | ---------------------------------- | ----------------------------------------- | ------------------------------------ | ---------------- |
| 2021  | Chiddat           | « Shiddat » (Femme)                |                                           | Manan Bhardwaj                       | Manan Bhardwaj   |
| 2022  | La Légende        | « Po Po Po »                       | KK, Jonita Gandhi, Prasad SN              | Madhan Karki                         | Harris Jayaraj   |
| 2022  | Dieu merci        | "Manique"                          | Jubin Nautyal                             | Rashmi Virag                         | Tanishk Bagchi   |
| 2022  | Un héros d'action | "Jehda Nacha"                      | IP Singh, Amar Jalal, Yohani, Harjot Kaur | Amar Jalal, Balla Jalal              | Tanishk Bagchi   |
| 2022  | Dhamaka (en)      | "Ce qui se passe" - Version Yohani |                                           | Saraswati Putra Rama Jogaiah Shastry | Bheems Ceciroléo |